# Vahinius petax
Vahinius petax is een eenoogkreeftjessoort uit de familie van de Vahiniidae. De wetenschappelijke naam van de soort is voor het eerst geldig gepubliceerd in 1967 door Humes.